# Kinect Sesame Street TV
Kinect Sesame Street TV è un videogioco educativo per bambini basato sul franchise Sesamo apriti è pubblicato per Xbox 360. Il gioco richiede l'utilizzo della periferica di controllo Kinect. È stato sviluppato e pubblicato dalla Microsoft Studios - Soho Productions ed è uscito nei negozi il 16 settembre 2012.